# Nathaniel Wallich
Nathaniel Wallich, vlastním jménem Nathan ben Wolff (28. ledna 1786, Kodaň – 28. dubna 1854, Londýn), byl dánský botanik.

## Život
Byl synem obchodníka Wulffa ben Wallicha (nebo Wolffa Wallicha). V Kodani vystudoval medicínu a botaniku u Martina Vahla. V roce 1807 se stal lékařem v dánské kolonii Frederiksnagor u Serampore v Bengálsku. Vstoupil do služeb Východoindické společnosti a v roce 1814 se stal ředitelem indického muzea v Kalkatě a asistentem botanika Williama Roxburgha v kalkatské botanické zahradě. Spolu s misionářem a orientalistou Williamem Careym začal vydávat Roxburghovu Flora Indica (1820).
Ve svých dílech Tentamen Flora Nepalensis Illustratae (1824–26) a Plantae Asiaticae Rariores (1830–32) popsal málo známé rostlinstvo Nepálu, téměř 20 000 druhů.
V roce 1825 prozkoumal lesy západního Hindustánu, a v období 1826 až 1827 cestoval po Barmě. V roce 1828 se vrátil do Evropy a přivezl velké množství indických rostlin, které byly rozděleny mezi evropské a americké herbáře. V roce 1834 vedl expedici do Asámu.
Jeho syn byl lékař a biolog George Charles Wallich (1815–1899).
Na jeho počest byl po něm pojmenován rostlinný rod Wallichia Roxb. z čeledi arekovité a bažant Walichův.

## Dílo
Jeho hlavním dílem je Plantae asiaticae rariores (Londýn, 1829–32, 3 svazky).